# Isthmiade buirettei
Isthmiade buirettei là một loài bọ cánh cứng trong họ Cerambycidae.